# Palten-Liesing-Tal
Das Palten-Liesing-Tal (auch Liesing-Palten-Tal) ist der Überbegriff für den Talzug des Palten- und des Liesingtales, zweier Täler in der Steiermark. Früher wurde es auch Kammertal genannt.

## Lage
Das Tal befindet sich in den steirischen Bezirken Liezen und Leoben und verbindet die beiden Haupttäler der Obersteiermark, das Ennstal und das Mur-Mürz-Tal, über den mit einer Passhöhe von 849 m ü. A. relativ unscheinbaren Talpass Schoberpass. Es verläuft von westnordwest nach ostsüdost und teilt die Eisenerzer Alpen von den Niederen Tauern (Rottenmanner und Seckauer Tauern).

## Hydrographie
Die beiden namensgebenden Flüsse entspringen in der Gemeinde Wald am Schoberpass, dabei fließt die Palten nach Nordwesten und mündet in die Enns, und die Liesing fließt nach Südosten und mündet in die Mur. Damit bildet der Schoberpass einen Teil der Hauptwasserscheide der Alpen, in Verlängerung des Alpenhauptkamms in den nördlichen Zweig des Alpenostrands, der dann am Wiener Becken endet.

## Gemeinden im Tal
Hauptorte des Tales sind Rottenmann, Kalwang und Trieben. Im Palten-Liesing-Tal leben ca. 22.000 Personen, davon 13.000 im Palten- und 9.000 im Liesingtal. Die einwohnerstärkste Gemeinde des Palten-Liesing-Tales ist die Stadt Rottenmann mit ungefähr 5.300 Einwohnern. Die einzelnen Gemeinden sind (von West nach Ost):

### Paltental
Im Bezirk Liezen (bis auf Wald)
- Selzthal
- Lassing
- Rottenmann
- Trieben
- Gaishorn am See
- Wald am Schoberpass (mit Wasserscheide)

### Liesingtal
im Bezirk Leoben
- Wald am Schoberpass (mit Wasserscheide)
- Kalwang
- Mautern
- Kammern im Liesingtal
- Traboch
- St. Michael

## Verkehr
Das Palten-Liesing-Tal stellt mit der Pyhrnautobahn, der Rudolfsbahn und der Schoberpass Straße eine wichtige Nord-Süd-Verkehrsbindung dar.